# Tetraopes
Tetraopes es un género de escarabajos longicornios de la subfamilia  Lamiinae, con 27 o 28 especies descritas. Se distribuyen desde Canadá hasta Costa Rica.
Se alimentan de especies de Asclepias (algodoncillo). Las larvas se alimentan de las raíces y los adultos del follaje. Los adultos de todas las especies son rojos con detalles negros. Adquieren las toxinas de las plantas de que se alimentan, lo que los hace tóxicos a los depredadores, por eso poseen colores aposématicos, colores llamativos que anuncian su toxicidad y mal gusto.
A diferencia de otras especies, como la mariposa monarca que están adaptados a una amplia variedad de especies de Asclepias (y aun de otros géneros relacionados), las especies del género Tetraopes están especializadas en unas pocas o una sola especie.

## Lista de algunas especies y sus plantas alimento
- T. annulatus: …........A. sullivantii, A. subverticillata, A. speciosa, A. tuberosa, A. verticillata, A. viridiflorus.
- T. basalis: …...........A. eriocarpa, A. fascicularis, A. speciosa
- T. discoideus: …........A. auriculata, A. curassavica, A. glaucescens, A. linaria, A. subverticillata, A. verticillata
- T. femoratus: …........A. fascicularis, A. hallii, A. hirtella, A. lemmonii, A. meadii, A. speciosa, A. syriaca, A. viridis
- T. huetheri: …..........A. verticillata
- T. linsleyi: …..........A. linaria
- T. mandibularis: …......A. latifolia
- T. melanurus: …........A. capricornis asperula, A. linaris, A. subverticillata, A. tuberosa
- T. paracomes: ........Matelea quirosii
- T. pilosus: …...........A. arenaria, A. tuberosa
- T. quadrimaculatus: …......A. syriaca
- T. quinquemaculatus: ......A. amplexicaulis, A. hirtella
- T. sublaevis: …..........A. erosa
- T. tetrophthalmus: …......A. syriaca
- T. texanus: …............A. hirtella, A. viridiflora, A. viridis[2]

## Lista de especies
- Tetraopes annulatus LeConte, 1847
- Tetraopes basalis LeConte, 1852
- Tetraopes batesi Chemsak, 1963
- Tetraopes cleroides Thomson, 1860
- Tetraopes comes Bates, 1881

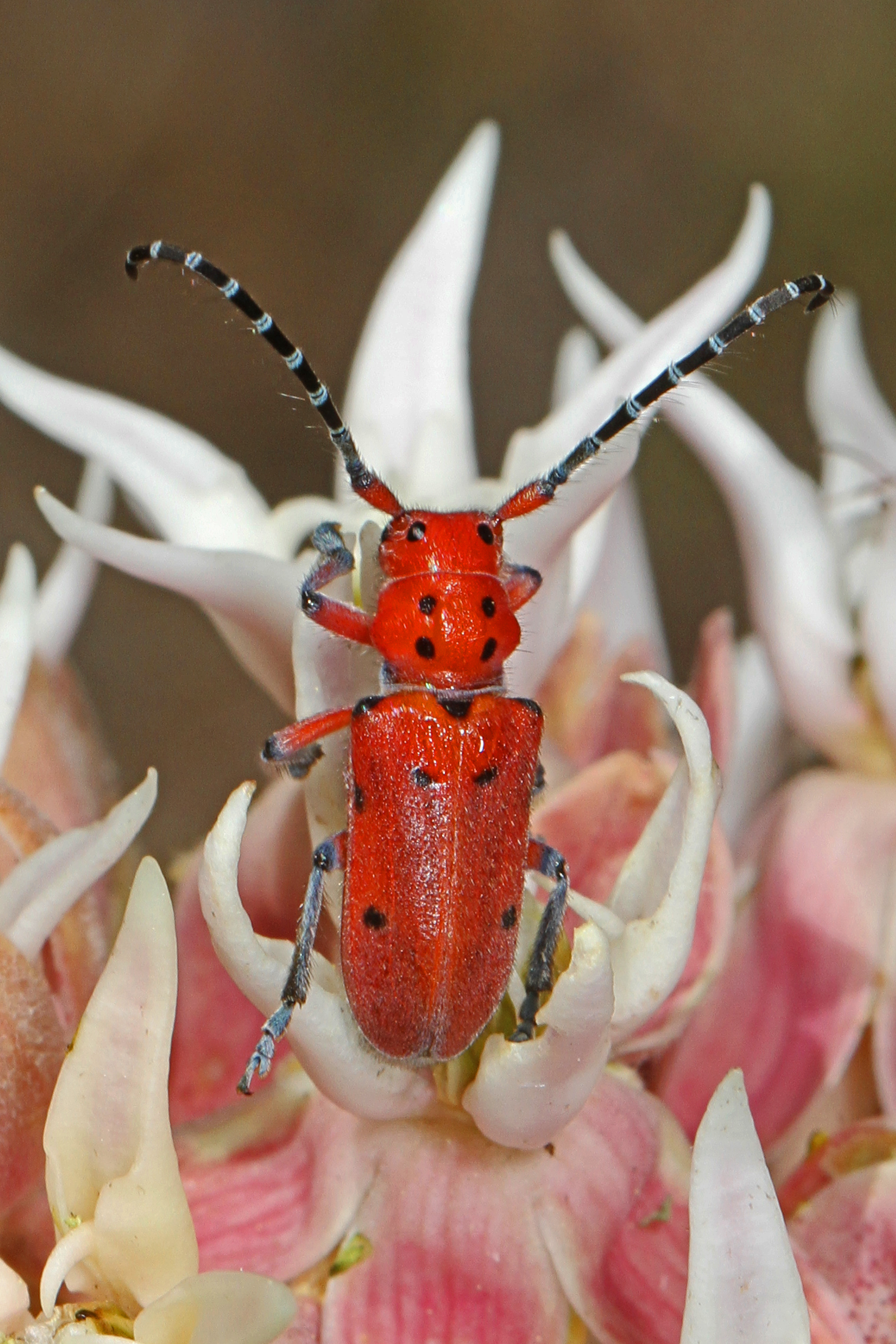
Tetraopes femoratus

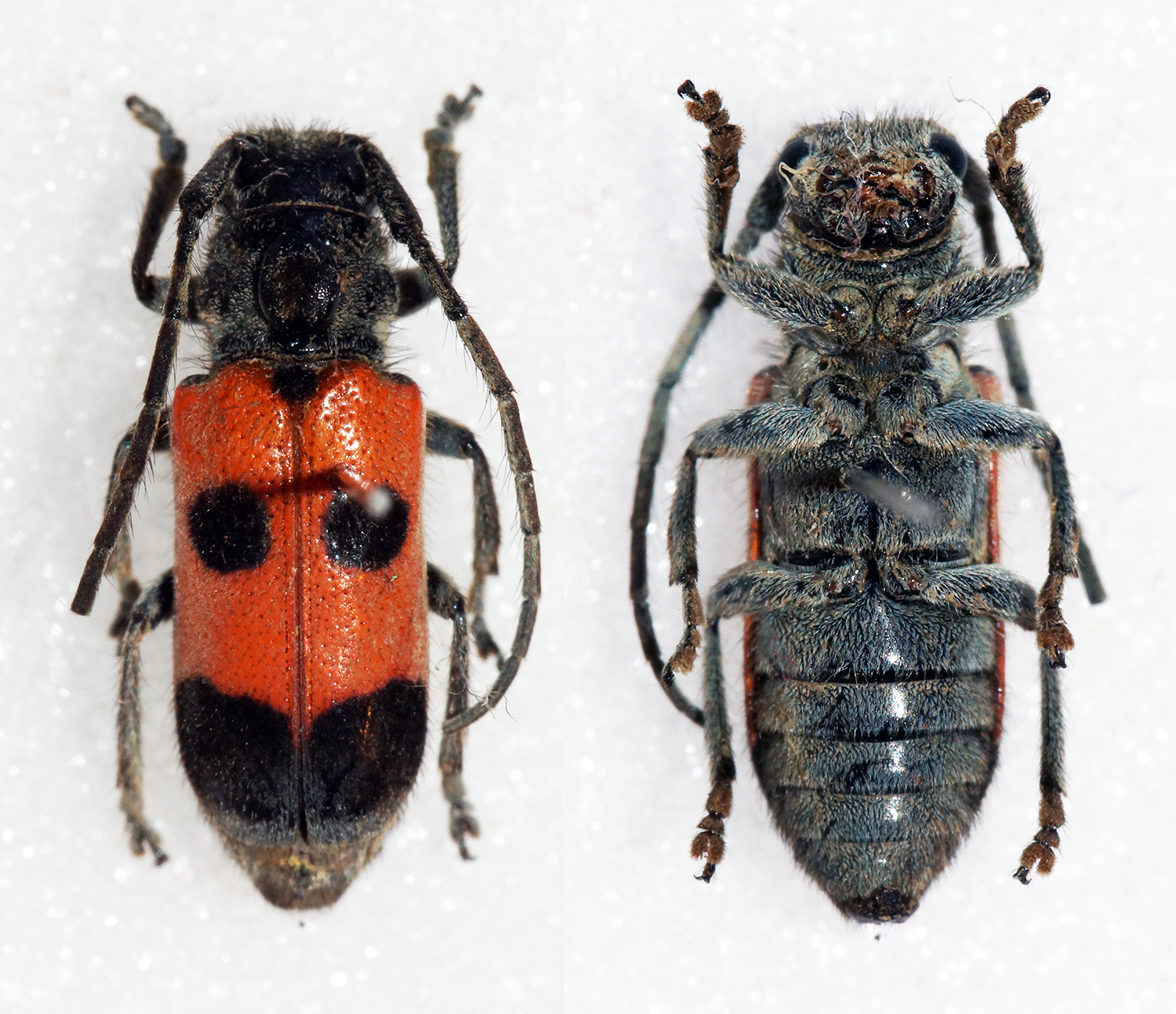
Tetraopes paracomes

- Tetraopes crassus Chemsak & Noguera, 2004
- Tetraopes crinitus Chemsak & Noguera, 2004
- Tetraopes discoideus LeConte, 1858
- Tetraopes elegans Horn, 1894
- Tetraopes femoratus LeConte, 1847
- Tetraopes huetheri Skillman, 2007
- Tetraopes ineditus Chemsak & Giesbert, 1986
- Tetraopes linsleyi Chemsak, 1963
- Tetraopes mandibularis Chemsak, 1963
- Tetraopes melanurus Schoenherr, 1817
- Tetraopes paracomes Chemsak, 1963
- Tetraopes pilosus Chemsak, 1963
- Tetraopes quinquemaculatus Haldeman, 1847
- Tetraopes skillmani Chemsak & Noguera, 2004
- Tetraopes subfasciatus Bates, 1881
- Tetraopes sublaevis Casey, 1913
- Tetraopes submersus (Cockerell, 1908) †
- Tetraopes termophilus Chevrolat, 1861
- Tetraopes tetrophthalmus (Forster, 1771)
- Tetraopes texanus Horn, 1878
- Tetraopes thoreyi Bates, 1881
- Tetraopes umbonatus LeConte, 1852
- Tetraopes varicornis Laporte, 1840

## Especies extintas
- †Tetraopes submersus (Cockerell, 1908)